# Eusandalum tessellatum
Eusandalum tessellatum is een vliesvleugelig insect uit de familie Eupelmidae. De wetenschappelijke naam is voor het eerst geldig gepubliceerd in 1941 door Masi.